# Hypnum hosoii
Hypnum hosoii là một loài Rêu trong họ Hypnaceae. Loài này được Dixon & Sakurai mô tả khoa học đầu tiên năm 1940.